# بوشيني فضي
بوشيني فضي (الاسم العلمي: Puccinia argentata) هو نوع من الفطريات يتبع جنس البوشيني من فصيلة البوشينية.